# Tomares cachetinus
Tomares cachetinus är en fjärilsart som beskrevs av Yuri P. Nekrutenko 1978. Tomares cachetinus ingår i släktet Tomares och familjen juvelvingar. Inga underarter finns listade i Catalogue of Life.